# Música popular. Cita con...
Música popular. Cita con... fue un programa de televisión, emitido por La 1 de TVE en 1980.

## Formato
Realizado por Jordi de la Riva y presentado por Aurora Claramunt el programa se grababa en los Estudios Miramar de Barcelona. Espacio musical, sucesor de Canciones de una vida, cada semana se citaba en el programa una figura destacada del panorama musical del momento, combinándose una entrevista con el artista con la interpretación de las más conocidas canciones de su repertorio.

## Artistas invitados
- Raimon (10 de enero de 1980).
- José Luis Perales (17 de febrero de 1980).
- María Jiménez (24 de febrero de 1980).
- Sergio y Estíbaliz (31 de enero de 1980).
- Pablo Abraira (21 de febrero de 1980).
- Rosa María Lobo (28 de febrero de 1980).
- María Ostiz (6 de marzo de 1980).
- Betty Missiego (13 de marzo de 1980).
- Alberto Cortez (20 de marzo de 1980).